# Vorkaufsrechtsverzichtserklärung
Die Vorkaufsrechtsverzichtserklärung ist im Baurecht ein Verwaltungsakt, mit dem eine Gemeinde bescheinigt, dass sie auf ihr gesetzliches Vorkaufsrecht bei einem Grundstückskauf verzichten wird.

## Allgemeines
Der Begriff „Vorkaufsrechtsverzichtserklärung“ wird nicht einheitlich verwendet, häufig ist vom Negativattestat die Rede. Das gemeindliche Vorkaufsrecht erstreckt sich auf unbebaute oder bebaute Grundstücke, nicht erfasst vom gesetzlichen Vorkaufsrecht sind Eigentumswohnungen und Erbbaurechte. Der Bundesgerichtshof (BGH) definierte das Negativattestat im Zusammenhang mit dem gesetzlichen Vorkaufsrecht als „eine durch Verwaltungsakt getroffene Entscheidung der zuständigen Behörde, dass ein ihr mitgeteiltes Rechtsgeschäft keiner Genehmigung bedarf“.

## Rechtsfragen
Nach § 24 Baugesetzbuch (BauGB) besteht in bestimmten Fällen ein gesetzliches Vorkaufsrecht zugunsten der Gemeinde zwecks Sicherung ihrer Bauleitplanung. Es wird zwischen dem so genannten „allgemeinen“ (§ 24 BauGB) und dem „besonderen“ (§ 25 BauGB) Vorkaufsrecht unterschieden. Zum Abschluss eines Grundstückskaufvertrages ist eine Erklärung von der Gemeinde über das Bestehen und die Ausübung des Vorkaufsrechtes (bzw. auf dessen Verzicht) erforderlich. Die Gemeinde wird, wenn sie das Vorkaufsrecht nicht ausübt, eine so genannte Vorkaufsrechtsverzichterklärung (Negativattestat) abgeben, die durch den beurkundenden Notar bei der Gemeinde beantragt und meist für den Erwerber gebührenpflichtig ist.
Die Ausübung dieses Rechts kann nur erfolgen, wenn der mit dem Grunderwerb verbundene Zweck dem Wohl der Allgemeinheit dient. Das Negativattestat ist in diesem Zusammenhang eine Bescheinigung über den Verzicht der Gemeinde auf das ihr zustehende gesetzliche Vorkaufsrecht. Nach § 28 Abs. 1 Satz 2 BauGB muss dieses Negativattestat dem Grundbuchamt vorliegen, bevor ein Eigentumswechsel in das Grundbuch eingetragen werden kann. Der Grundbuchbeamte darf auch die Aufteilung eines Grundstücks in Wohnungseigentum und Gemeinschaftseigentum erst grundbuchrechtlich vollziehen, wenn ihm ein Genehmigungsbescheid vorgelegt wird; dem Genehmigungsbescheid gleichgestellt ist gemäß § 22 Abs. 7 Satz 2 BauGB in Verbindung mit § 23 Abs. 2 BauGB eine Bescheinigung der Baugenehmigungsbehörde, dass die Genehmigung nach § 22 Abs. 6 Satz 2 i. V. m. § 19 Abs. 3 Satz 3 BauGB als erteilt gilt.
Grundbuchämter dürfen Grundstückskaufverträge nur im Grundbuch eintragen, wenn das Negativattestat vorliegt (§ 2 Abs. 2 GVO). Das allgemeine Vorkaufsrecht der Gemeinde selbst wird nicht im Grundbuch eingetragen, muss aber seit Kenntnis der Gemeinde innerhalb von zwei Monaten durch Verwaltungsakt ausgeübt werden (§ 28 Abs. 2 BauGB).
Das Vorkaufsrecht steht gemäß § 24 Abs. 2 BauGB der Gemeinde nicht zu beim Kauf von Rechten nach dem Wohnungseigentumsgesetz (WEG) (Wohnungseigentum und Teileigentum) und von Erbbaurechten, so dass ein Negativattestat durch das Grundbuchamt nicht verlangt werden kann.

## Kommunalrecht
Ein Negativattestat im Kommunalrecht, also eine durch Verwaltungsakt getroffene Entscheidung der zuständigen (Aufsichts-)Behörde, dass ein ihr mitgeteiltes Rechtsgeschäft keiner Genehmigung bedarf, kann einer Genehmigung gleichgestellt werden, wenn der gesetzliche Genehmigungsvorbehalt ausschließlich dem Schutz öffentlicher und nicht dem Schutz privater Interessen dient.